# Tachydromia schnitteri
Tachydromia schnitteri är en tvåvingeart som beskrevs av Bill P.Stark 1996. Tachydromia schnitteri ingår i släktet Tachydromia och familjen puckeldansflugor.
Artens utbredningsområde är Tyskland. Inga underarter finns listade i Catalogue of Life.